# Sphinx perelegans
Sphinx perelegans ist ein Schmetterling (Nachtfalter) aus der Familie der Schwärmer (Sphingidae).

## Merkmale

### Falter
Die Falter haben eine Vorderflügellänge von 40 bis 49 Millimetern. Die Art kann trotz der nahen Verwandtschaft mit Sphinx asellus am ehesten mit Sphinx vashti verwechselt werden. Sphinx perelegans ist jedoch größer und der Medialbereich auf den Vorderflügeln ist eher dunkler gefärbt. Ihr fehlt außerdem die gut ausgebildete schwarze Linie im Submarginalbereich, die für die ähnliche Art charakteristisch ist. Der Anteil der weißen Färbung im Costalbereich der Vorderflügel ist variabel.

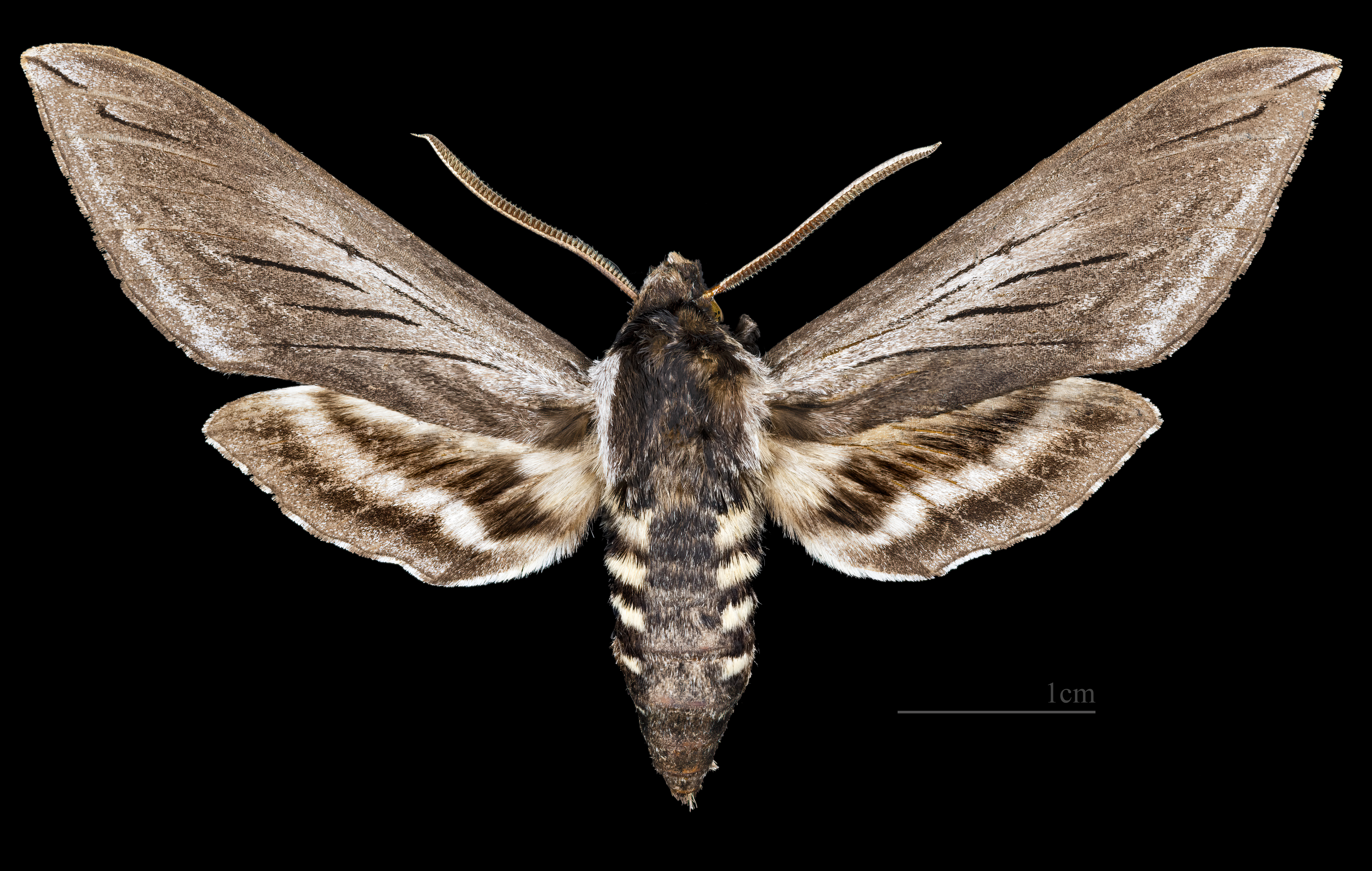
Sphinx perelegans ♂
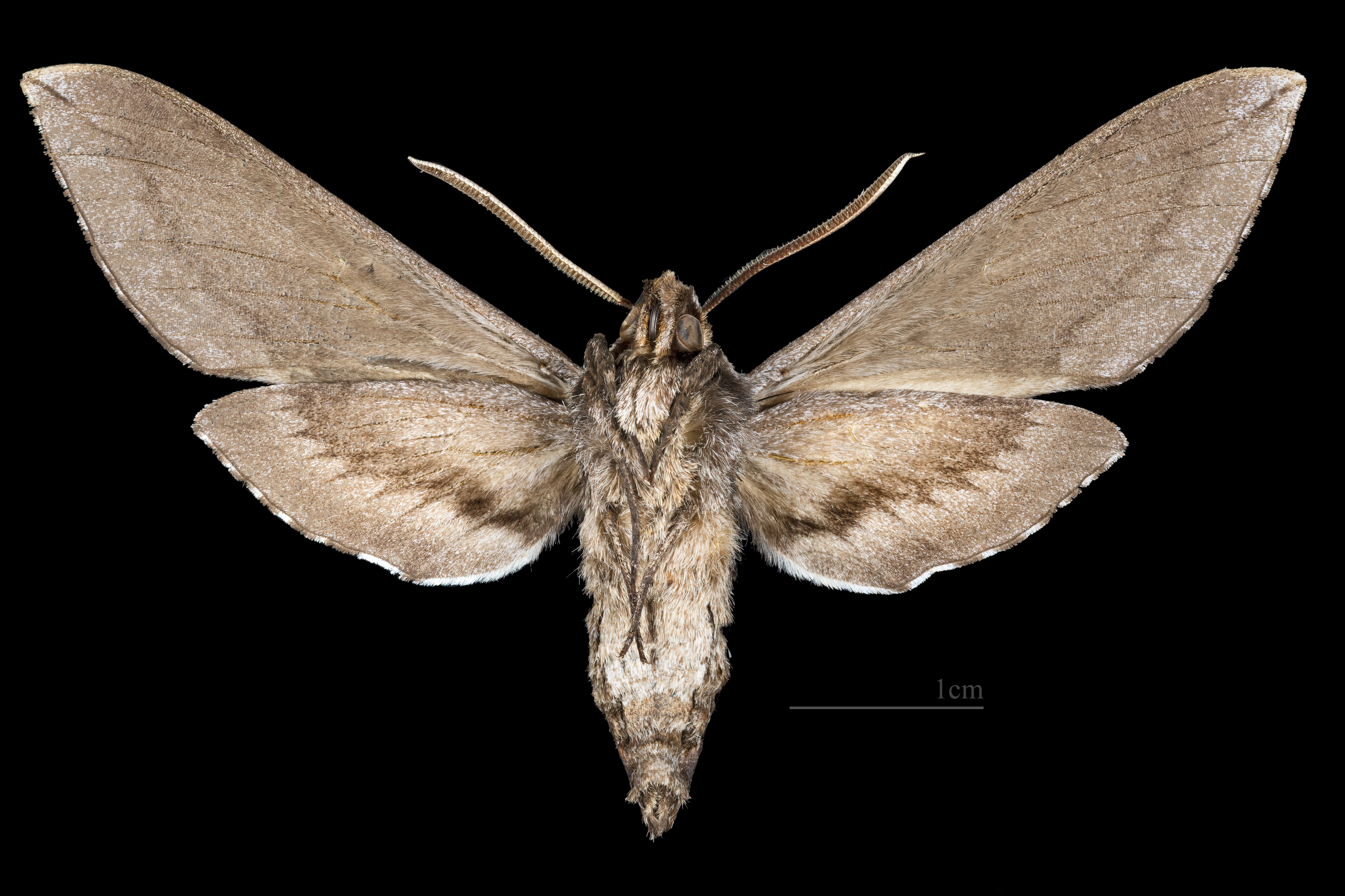
Sphinx perelegans ♂  △
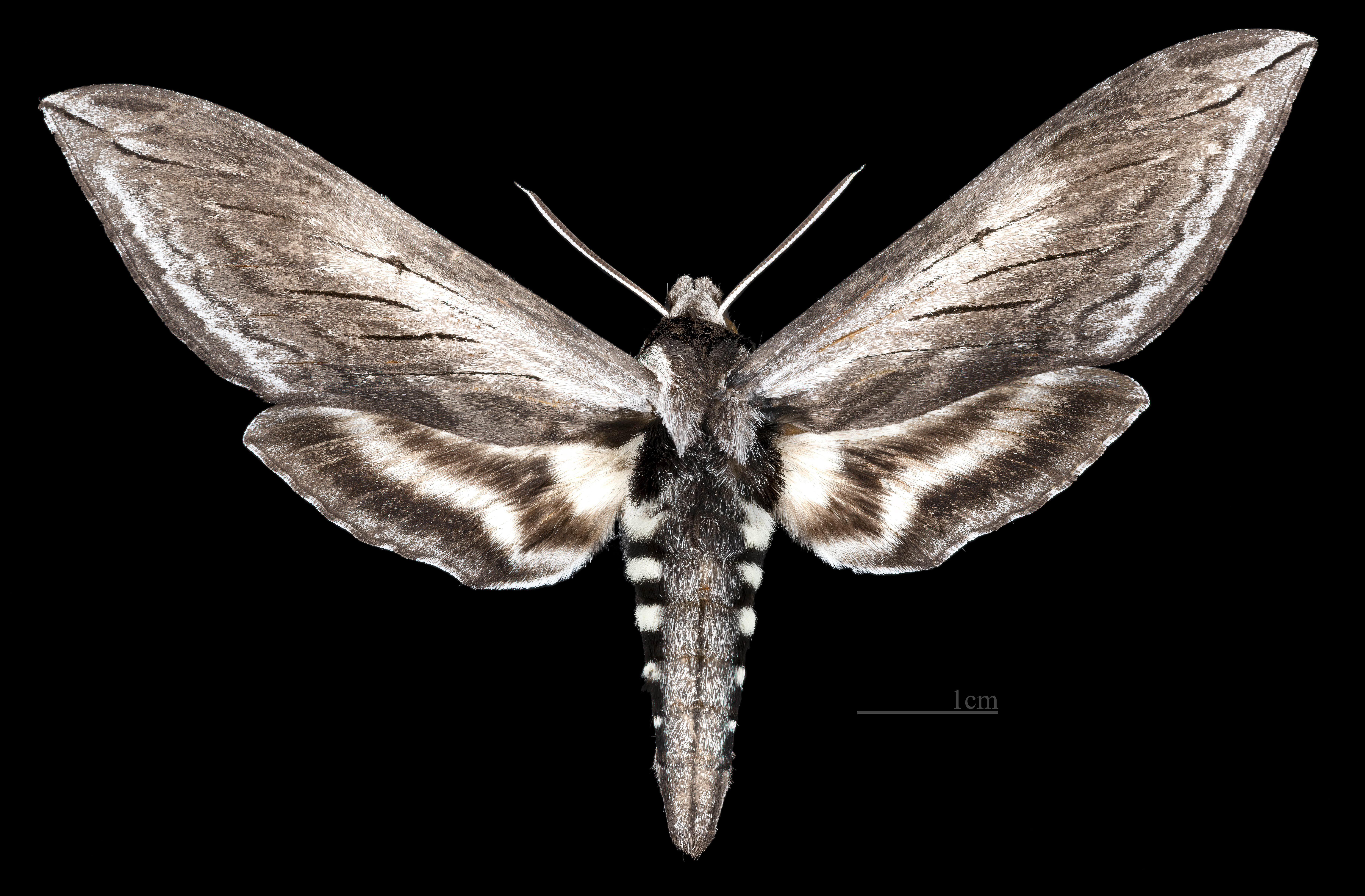
Sphinx perelegans ♀
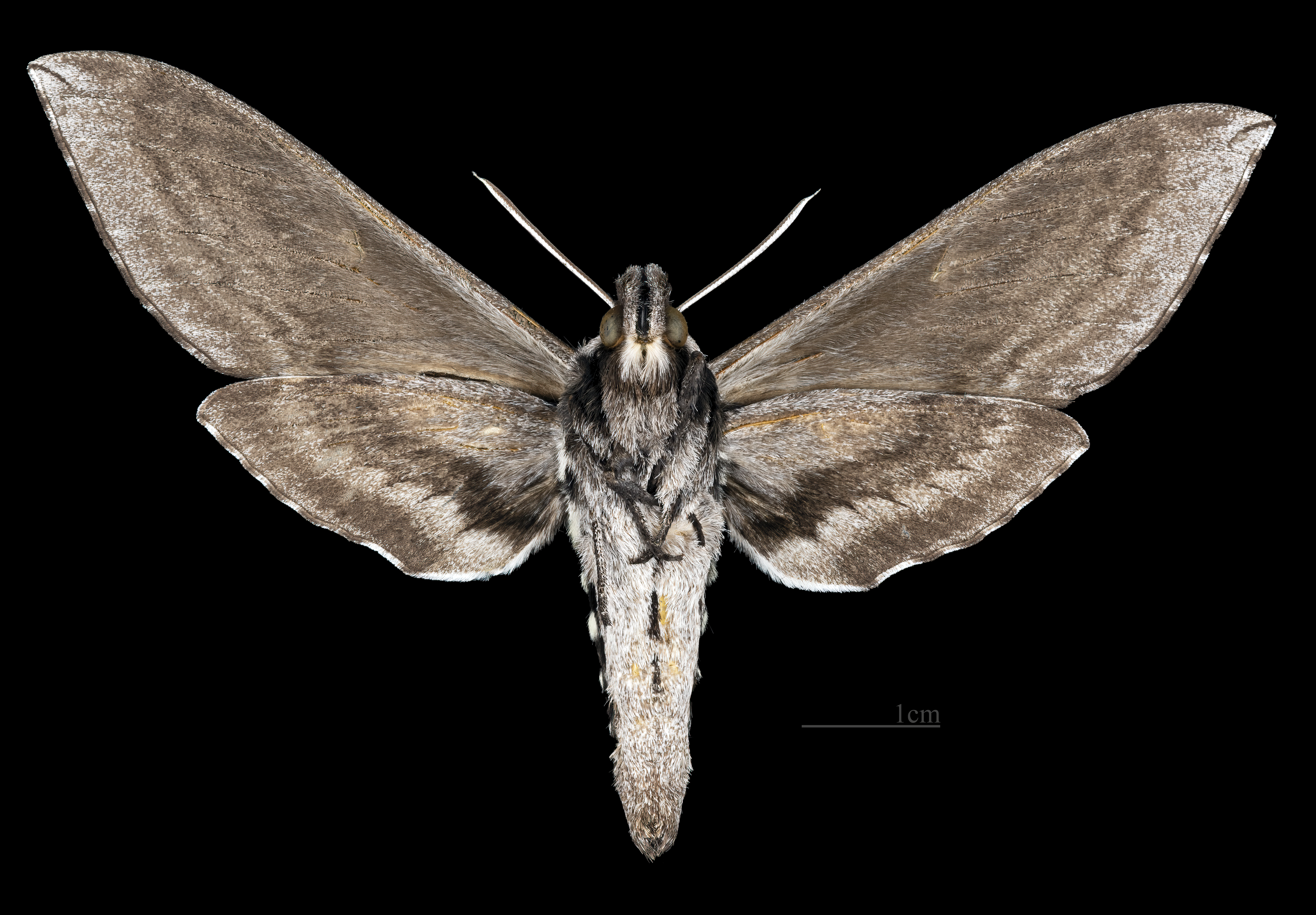
Sphinx perelegans ♀ △

### Ei
Die Eier sind glänzend apfelgrün und haben mit 2,0 mal 1,8 Millimetern Größe eine leicht ovale Form. Nach der Eiablage wird ihre Farbe blasser.

### Raupe
Die Raupen werden 70 bis 75 Millimeter lang. Anfangs sind die blass gelben Raupen etwa fünf Millimeter lang und haben ein langes, dunkles Analhorn. Es ist basal rot und hat eine deutliche Doppelspitze. Der Kopf ist verhältnismäßig groß. Mit dem Fressen werden die Tiere zunehmend blass grün. Nach der ersten Häutung sind an den Seiten weißliche Streifen erkennbar und der Körper ist mit feinen, blassen Tuberkeln übersät. Der runde Kopf hat nur etwas Gelb an den Wangen. Das Analhorn ist basal rot, dann schwarz oder rötlich-schwarz und unterhalb der Spitze blass. In diesem Stadium sehen die Raupen den Früchten von Gaultheria shallon sehr ähnlich. 
Im dritten Stadium ist an jedem Bauchbein, den Thorakalbeinen, den Mandibeln und den Ocelli ein violetter Schimmer ausgebildet. Das Analhorn kann seine Schwarzanteile verlieren und nur mehr rot gefärbt sein. Im zweiten und dritten Stadium treten zwei Farbvarianten der Raupen auf. Eine ist bläulich graugrün, die andere blass apfelgrün, wobei beide am Rücken weißlich sind. Der Körper der Tiere ist von Kopf bis zum Analhorn gleichmäßig dick. Im vierten Stadium wird der violette Schimmer auf dem Kopf und den Beinen deutlicher. Der Kopf ist nun oval und ansonsten blasser grün gefärbt als der Körper. Die gelben Streifen an den Wangen sind nun sehr deutlich. Das gerade, lange Analhorn ist basal hell, im unteren Dritten rötlich und ansonsten cremefarben, hat aber eine schwarze, nur leicht gespaltene Doppelspitze. Die schrägen Seitenstreifen sind blass cremefarben und nicht sehr auffällig. 
Im letzten Stadium sind die Raupen gräulich oder apfelgrün, wobei der Rücken etwas blasser ist. Es sind nun keine Tuberkel ausgebildet. Die schrägen Seitenstreifen sind weiß, die hinteren aber bei der apfelgrünen Form gelblich. Die Streifen sind zum Rücken hin violett gerandet, ein ebenso gefärbter Fleck befindet sich basal bei jedem Bauchbein. Der hinterste Seitenstreifen reicht bis zum Analhorn, das nun blau gefärbt ist. Die Thorakalbeine und der Kopf sind gelblich-ockerfarben, häufig mit leicht violettem Schimmer. Das Gesicht ist braun, die Wangen tragen ein violettbraunes Band hinter den nun undeutlichen gelben Streifen an den Wangen. Die Stigmen sind blass orange, der Nachschieber ist gelb gerandet.
Die Raupen sind weniger auffällig gefärbt als die ähnlichen Raupen von Sphinx asellus. Anders als bei dieser Art sind bei Sphinx perelegans die Stigmen, die Bauchbeine und das Analhorn nicht violett gefärbt. Die Raupen haben, wie auch die der ähnlichen Art, zwei glänzende schwarze Flecke hinten am Kopf, die normalerweise vom darübergestülpten Thorax in Ruhestellung oder beim Fressen verdeckt werden. Wenn man die Raupe stört, richtet sie ihren vorderen Körper mit der für Schwärmer typischen Pose auf, zeigt die schwarzen Flecken in Richtung des Störers und windet sich heftig.

### Puppe
Die Puppe ist 45 bis 47 Millimeter lang, rötlichbraun und hat eine glatte Oberfläche. Ihre kurze Rüsselscheide ist frei, liegt aber angepresst am Körper, wie auch bei Lintneria eremitoides. Der sehr kurze, stumpfe und glatte Kremaster ist dunkelbraun und endet in einer Doppelspitze.

## Vorkommen
Die Art ist auf den Westen der USA beschränkt und kommt in Kalifornien, Oregon und Washington vor. Es gibt zwar Nachweise auch aus Colorado und dem Westen von Texas, es ist aber wahrscheinlich, dass es sich dabei um Fehlmeldungen handelt und die Art im Wesentlichen nur an der Westküste der Vereinigten Staaten vorkommt und die östliche Verbreitung im Westen des Great Basin endet.
Sphinx perelegans besiedelt Waldgebiete mittlerer Höhen im Bergland.

## Lebensweise
Die Falter fliegen ab der Abenddämmerung bis deutlich nach Mitternacht. Sie sind sehr aktiv und reagieren sehr schnell auf Störungen. Die Art kann lokal häufig sein und wird nachts stark durch Lichtquellen angelockt. Man kann die Art auch beim Blütenbesuch an Nachtkerzen (Oenothera), Rhododendren (Rhododendron), Clarkia breweri und Diplacus aurantiacus beobachten.

### Flug- und Raupenzeiten
Die Falter fliegen offenbar in einer Generation je nach Verbreitungsgebiet von Ende April bis Anfang August, mit dem Maximum im Juni und Juli. In Kalifornien wird teilweise eine zweite, unvollständige Generation ausgebildet, die im August/September fliegt.

### Nahrung der Raupen
Die Raupen sind an Cercocarpus betuloides, Prunus ilicifolia, Arctostaphylos glauca, Arctostaphylos patula sowie Arctostaphylos manzanita und Arbutus menziesii nachgewiesen. In der Zucht wird auch Gaultheria shallon angenommen.

## Entwicklung
Die Weibchen legen bis zu 200 Eier auf der Unterseite der Blätter der Raupennahrungspflanzen ab. Meist werden sie einzeln, gelegentlich auch zwei oder drei zusammen abgelegt. Die jungen Raupen ruhen auf der Mittelrippe der Blätter. Ältere Raupen sitzen auf den Blattstielen oder Ästen mit dem hinteren Körperteil festgeklammert und fressen, indem sie wie bei Schwärmern üblich den vorderen Teil des Körpers umherbewegen. Sie ruhen häufig auf oder unter einem Ast etwas zurückgezogen und versteckt zwischen Blättern. Die Verpuppung erfolgt mehrere Zentimeter tief im Erdboden. Puppen wurden mehrmals in den Erdlöchern von Erdhörnchen dokumentiert, wobei drei bis 10 Puppen pro Loch aufgefunden wurden. Die Puppen wurden auch nicht von den Erdhörnchen gefressen. Selbst im Süden Kaliforniens überliegen bis zu 50 % der Puppen bis ins nächste Jahr und können sogar eine Diapause über zwei oder mehr Winter einlegen.

## Belege